# فطنت خانم (شاعرة)
فطنت خانم شاعرة هي شاعرة تركية من مواليد مدينة طربزون.

## نشأتها وتعليمها
وُلدت فطنت خانم بولاية طربزون في 23 شوال عام 1258 هـ/26 نوفمبر (تشرين الثاني) 1842 م، حيث كان والدها هو أحمد باشا بن الخزينة دار الذي كان واليا على طربزون، ثُم انتقلت في صباها إلى مدينة إسطنبول عام 1261 هـ / 1845 م، حيث تعلمت وحفظت القرآن على يد فندق حافظ أفندي أحد معلمي المدرسة الرشيدية، كما تعلمت اللغة العربية واللغة الفارسية على يد خواجه لطيف أفندي، وتعلمت الكتابة بالخط الديواني على يد خواجه شاكر أفندي قاضي مصر السابق، وتعلمت الكتابة بخط الثلث على يد عثمان أفندي الأرضرومي، كما تعلمت الكتابة بخط الرقعة على يد الكاتب علي شكري أفندي. أثر تعليم فطنت هانم ونشأتها على علمها وثقافتها الواسعة حيث اشتهرت بفراستها ومحاكمتها في المسائل العقلية والفكرية كما ألفت العديد من الأعمال الأدبية.

## حياتها
تزوجت فطنت خانم لمرتين، كانت المرة الأولى وهي لا تزال في سن صغيرة، ثُم تزوجت في المرة الثانية من محمد علي أفندي ابن كاتب البحرية.